# 인천 제물포고등학교 강당
인천 제물포고등학교 강당(仁川 濟物浦高等學校 講堂)은 인천광역시 중구에 있는 일제강점기의 건축물이다. 2008년 10월 27일 대한민국의 국가등록문화재 제427호로 지정되었다.
1935년 인천중학교의 강당으로 세워진 지하1층, 지상1층 규모의 벽돌조 건물로, 큰 규모의 강당을 중간기둥 없이 처리하고 맨사드 지붕형식을 갖추었으며, 전체적으로 원형이 잘 보존되어 있다.
1945년에 근대 교육자인 길영희가 인천중학교 교장으로 임명된 후 설립한(1954년) 제물포고등학교의 강당으로 활용되었으며, 학교정신을 훈화하였던 건물로서 보존가치가 있다.

## 같이 보기
- 길영희
- 인천중학교
- 제물포고등학교

## 참고 자료
- 인천 제물포고등학교 강당 - 국가유산청 국가유산포털